# Вацлав Ганн
Вацлав Ганн (нім. Johann Wenzel Hann (Haan); 30 квітня 1763, Ґрац — 30 квітня 1819, Львів) — австрійський поет, літератор, професор філології та естетики Львівського університету, ректор Львівського університету в 1791—1792 роках.

## Життєпис
У 1784 році прибув із Австрії до Львова і отримав посаду викладача університету. Вивчив польську мову і навіть перекладав польськомовних авторів на німецьку. 1789 року став деканом, а в 1791 — ректором університету. У 1793 році важка хвороба призупинила його кар'єрний зріст. Від 1805 року викладав у Кракові, а в 1810 році знову повернувся до Львова. 28 червня 1811 року за заслуги у вихованні молоді отримав звання почесного громадянина Львова. Старався про повернення давньої посади в університеті, в чому йому однак відмовлено, тому, що, як написано, вів неморальне життя.

## Публікації
- Vermischte Versuche in der Dichtkunst. — Відень 1782
- Xenokrat: ein Gedicht in seiben Büchern. — Відень 1787
- Albert der Abenteurer. Ein satyrischer Roman. — Відень-Липськ 1794